# サラリーマン税金訴訟
サラリーマン税金訴訟（サラリーマンぜいきんそしょう）とは、所得税法の課税規定が給与所得者に不利であることを理由に課税処分の取り消しを求めて争われた裁判。原告・大島正の名前を取って大島訴訟または大嶋訴訟とも言う。昭和60年代の抜本的税制改革に大きな影響を与えたとされる事件であり、最高裁判所の判決は租税の定義をはじめとする租税に関する重要かつ広範な事項について先例的な判断を示している。

## 概要
私立大学の教授であった原告は、1964年（昭和39年）分の所得として給与所得と雑所得があったが確定申告をしなかったため、税務署長（被告）は所得税の決定と無申告加算税の賦課決定処分をした。原告は、この旧所得税法の給与所得に関する諸規定が日本国憲法第14条第1項（法の下の平等）に違反して無効であり、したがって本処分を違法だとして出訴した。
原告の主張の論点は以下の3つである。
1. 所得税法が事業所得には必要経費の控除を認めるのに対し、給与所得にはそれを認めていないのは不公平であること。
2. 給与所得と他の所得の捕捉率には大きな格差があり、給与所得者は著しく不利益な取扱いを受けていること。
3. 事業所得等の所得には合理的な理由のない各種の特別措置が設けられており、給与所得者は著しく不公平な税負担を負っていること。

一審の京都地方裁判所（昭和49年5月30日判決、行集25巻5号548頁）、二審の大阪高等裁判所（昭和54年11月7日判決、行集30巻11号1827頁）とも原告の請求を棄却した。原告は上告審の係属中に死亡したため、原告の子が裁判を承継した。

## 最高裁判所判決
1985年（昭和60年）3月27日大法廷判決は、原告の上告を棄却した。
1. 「旧所得税法が必要経費の控除について事業所得者等と給与所得者との間に設けた前記の区別は、合理的なものであり、憲法一四条一項の規定に違反するものではない」
2. 「所得の捕捉の不均衡の問題は、原則的には、税務行政の適正な執行により是正されるべき性質のものであつて、捕捉率の較差が正義衡平の観念に反する程に著しく、かつ、それが長年にわたり恒常的に存在して租税法制自体に基因していると認められるような場合であれば格別……そうでない限り、租税法制そのものを違憲ならしめるものとはいえない」
3. 「仮に所論の租税優遇措置が合理性を欠くものであるとしても、そのことは、当該措置自体の有効性に影響を与えるものにすぎず、本件課税規定を違憲無効ならしめるものということはできない。」

なお、本判決には伊藤正己をはじめ4裁判官が補足意見を述べており、2裁判官が伊藤の意見に同調している。

## その他
なお、似たケースで、総評の指導の下に全国各地で提起された所得税返還請求訴訟については、「総評サラリーマン税金訴訟」と呼ばれる。これについては1件のみが上告審まで争われ、原告である労働者側が敗訴している（最高裁判所平成元年2月7日判決）。

## 判例評釈
- はやし しうぞう「給与所得に対する所得税法の課税規定は合憲（上）」『時の法令』第1251号、財務省印刷局、1985年6月、56-62頁、NAID 40002683604。
- 北野弘久「大島税金訴訟判決の今日的意義（現代の視点）」『法学セミナー』第366号、日本評論社、1985年6月、82-87頁。
- 三木義一「給与所得税制と不公平税制――大島訴訟最高裁判決後の課題を中心として（特集 転期の税財政制度）」『法律時報』第57巻第8号、日本評論社、1985年7月、22-29頁、NAID 40003509396。
- 畠山武道「大島サラリーマン税金訴訟最高裁判決」『法学教室』第56号、有斐閣、1985年、134頁。
- 清永敬次「（1）租税法の分野における所得の性質の違い等を理由とする取扱いの区別と憲法14条1項適合性の判断，（2）所得税法（昭和40年法律第33号による改正前のもの）9条1項5号と憲法14条1項」『民商法雑誌』第94巻第1号、有斐閣、1986年4月、97-114頁、NAID 40003614890。
- 泉徳治「（1）租税法の分野における所得の性質の違い等を理由とする取扱いの区別と憲法14条1項適合性の判断，（2）所得税法（昭和40年法律第33号による改正前のもの）9条1項5号と憲法14条1項」『法曹時報』第38巻第5号、法曹会、1986年5月、1281-1312頁、NAID 40003494798。
- 水野忠恒「サラリーマン税金訴訟」『ジュリスト臨時増刊〔昭和60年度重要判例解説〕』第862号、有斐閣、1986年6月、11頁、ISBN 9784641015906。
- 金子宏「租税法の分野における所得の性質の違い等を理由とする取扱いの区別と憲法14条1項適合性の判断－給与所得の全額につき必要経費の実額控除を認めないことは憲法14条1項に反するか」『判例時報』第1201号、判例時報社、1986年10月、164-170頁、NAID 40003199143。
- 戸波江二「租税立法と平等原則――大島サラリーマン税金訴訟」『法学セミナー』第383号、日本評論社、1986年。
- 今井威「租税法の分野における所得の性質の違い等を理由とする取扱いの区別が憲法14条1項に違反しないとされた事例」『西南学院大学法学論集』第19巻第4号、西南学院大学学術研究所、1987年3月、171-181頁、NAID 40002068265。
- 榎本恒男「給与所得制度の合憲性――サラリーマン税金訴訟」『行政関係判例解説 昭和60年』、ぎょうせい、1987年6月、93頁、ISBN 9784324008850。
- 小山廣和「いわゆる「クロヨン」問題と大嶋訴訟最高裁判決（2・完）――判決の規範論理の背後にあるものの考察を中心として」『シュトイエル』第293号、日本税法学会、1987年。
- 碓井光明「所得税の不平等――サラリーマン税金訴訟」『別冊ジュリスト〔憲法判例百選Ⅰ 第2版〕』第95号、有斐閣、1988年1月、60頁、ISBN 9784641014954。
- 小山廣和「いわゆる「クロヨン」現象は，司法審査の対象となり得ないか――所得の補捉率格差の「法的評価」の法理論的検討」『法律論叢』第60巻第6号、明治大学法律研究所、1988年3月、155頁。
- 榎本恒男「サラリーマン（給与所得者）について，必要経費の実額控除を認めず，代わりに法定額による概算控除（給与所得控除）しか認めないのは憲法14条1項の規定に違反しないか」『民事研修』第361号、法務研修所、1988年。
- 泉徳治「一 租税法の分野における所得の性質の違い等を理由とする取扱いの区別と憲法一四条一項適合性の判断 二 所得税法（昭和四〇年法律第三三号による改正前のもの）九条一項五号と憲法一四条一項」『最高裁判所判例解説民事篇 昭和60年度』、法曹会、1989年8月。
- 渡辺賢「租税立法と平等原則（特集 一九八五年主要判例解説〔憲法〕）」『法学セミナー』第375号、日本評論社、1989年、37頁。
- 金子宏「租税法律主義の意義――大島訴訟」『別冊ジュリスト〔租税判例百選 第3版〕』第120号、有斐閣、1992年12月、ISBN 9784641114203。
- 碓井光明「所得税の不平等――サラリーマン税金訴訟」『別冊ジュリスト〔憲法判例百選Ⅰ 第3版〕』第130号、有斐閣、1994年9月、ISBN 9784641114302。
- 碓井光明「所得税の不平等――サラリーマン税金訴訟」『別冊ジュリスト〔憲法判例百選Ⅰ 第4版〕』第154号、有斐閣、2000年9月、72頁、ISBN 9784641114548。
- 金子宏「憲法と租税法――大島訴訟」『別冊ジュリスト〔租税判例百選 第4版〕』第178号、有斐閣、2005年10月、4頁、ISBN 9784641114784。
- 廣澤民生「所得税の不平等――サラリーマン税金訴訟」『別冊ジュリスト〔憲法判例百選Ⅰ 第5版〕』第186号、有斐閣、2007年2月、70頁、ISBN 9784641114869。
- 林仲宣「給与所得の意義（1）〈特集 地方税務職員の実務に役立つ コンパクト版 租税法関係基本判例100選（下）〉」『税』第64巻第11号、ぎょうせい、2009年11月、24頁。
- 金子宏「憲法と租税法――大島訴訟」『別冊ジュリスト〔租税判例百選 第5版〕』第207号、有斐閣、2011年12月、4頁、ISBN 9784641115071。
- 増田英敏「大島訴訟と特定支出控除の改正（上）〈続・実践 租税正義学（第43回）〉」『税務弘報』第60巻第8号、中央経済社、2012年8月、57頁。
- 増田英敏「大島訴訟と特定支出控除の改正（下）〈続・実践 租税正義学（第44回）〉」『税務弘報』第60巻第9号、中央経済社、2012年9月、28頁。
- 戸波江二「所得税の不平等――サラリーマン税金訴訟」『別冊ジュリスト〔憲法判例百選Ⅰ 第6版〕』第217号、有斐閣、2013年11月、68頁、ISBN 9784641115170。
- 林仲宣「サラリーマン税金訴訟（大嶋訴訟）〈税法基本判例を再読する12〉」『税』第71巻第3号、ぎょうせい、2016年3月、83-88頁、NAID 40020751221。
- 金子宏「憲法と租税法――大島訴訟」『別冊ジュリスト〔租税判例百選 第6版〕』第228号、有斐閣、2016年6月、4頁、ISBN 9784641115293。
- 君塚正臣「所得税の不平等――サラリーマン税金訴訟」『別冊ジュリスト〔憲法判例百選Ⅰ 第7版〕』第245号、有斐閣、2019年11月、70-71頁、ISBN 9784641115453。